# Kappa Canis Majoris
Kappa Canis Majoris (13 Canis Majoris) é uma estrela na direção da constelação de Canis Major. Possui uma ascensão reta de 06h 49m 50.47s e uma declinação de −32° 30′ 30.6″. Sua magnitude aparente é igual a 3.50. Considerando sua distância de 789 anos-luz em relação à Terra, sua magnitude absoluta é igual a −3.42. Pertence à classe espectral B1.5IVne. É uma estrela variável γ Cassiopeiae.